# 요코하마 마린타워

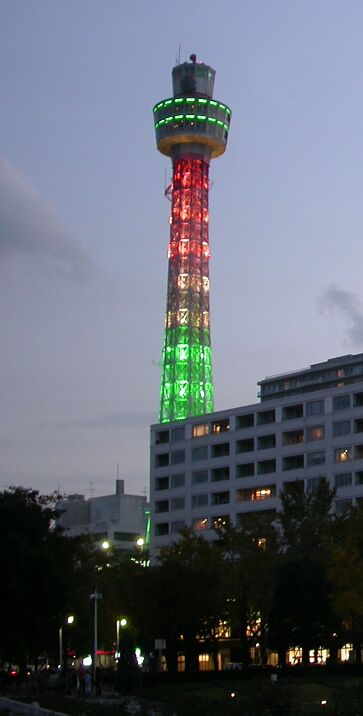
요코하마 마린타워

요코하마 마린타워는 일본 가나가와현 요코하마시에 있는 등대로, 요코하마 항의 상징이자, 길이는 106m이다. 요코하마 개항 100주년을 기념에 1961년에 만들어졌으며, 실제로 기네스 북에도 가장 높은 등대로 등재되어 있지만, 2008년 9월 1일부터는 등대로서의 기능은 하지 않고 있다. 지상 100m 높이에 전망대가 설치되어 있어 요코하마 시가지를 비롯한 태평양의 경치를 볼 수 있다.

## 갤러리

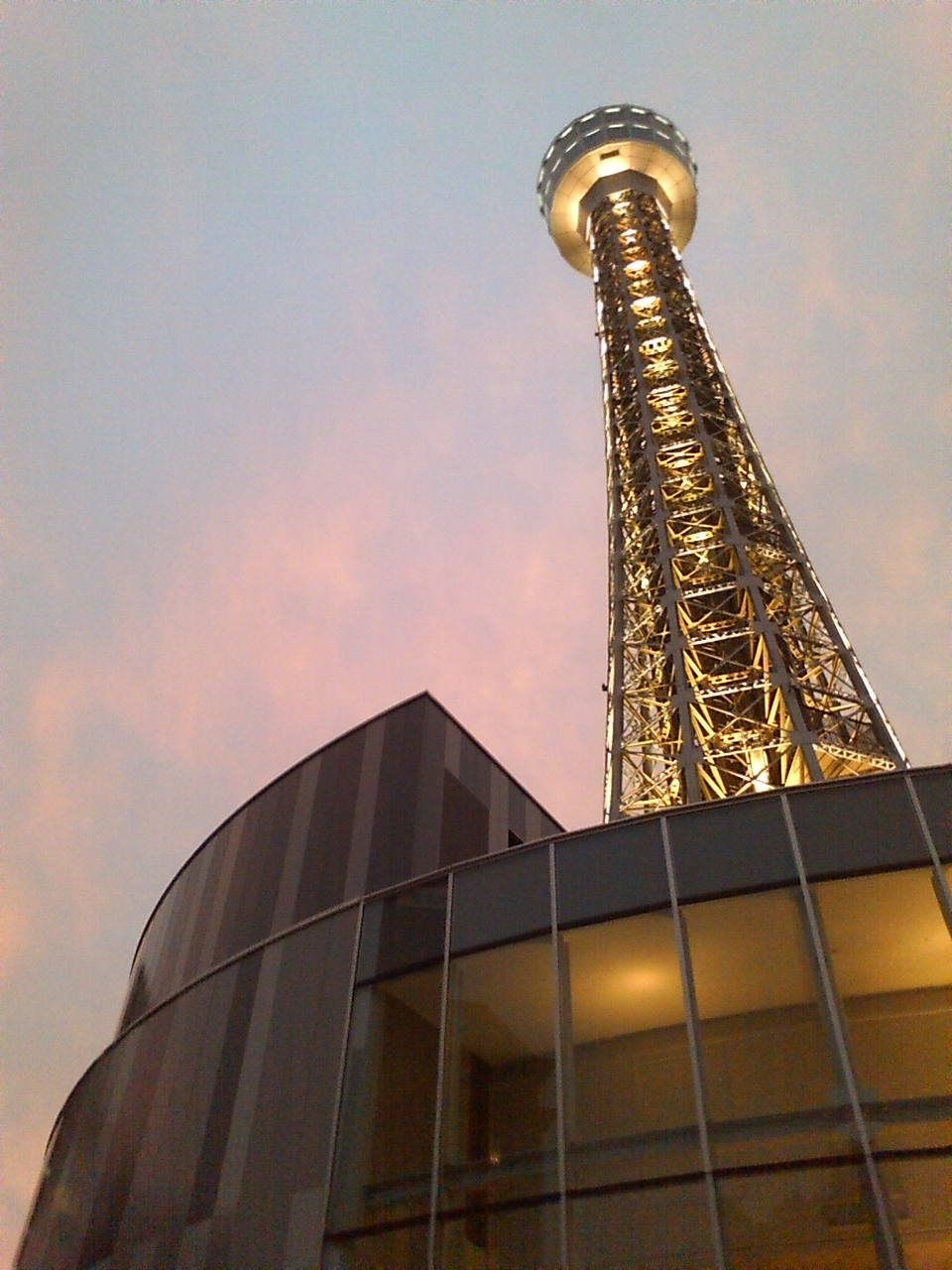
요코하마 마린타워 전경
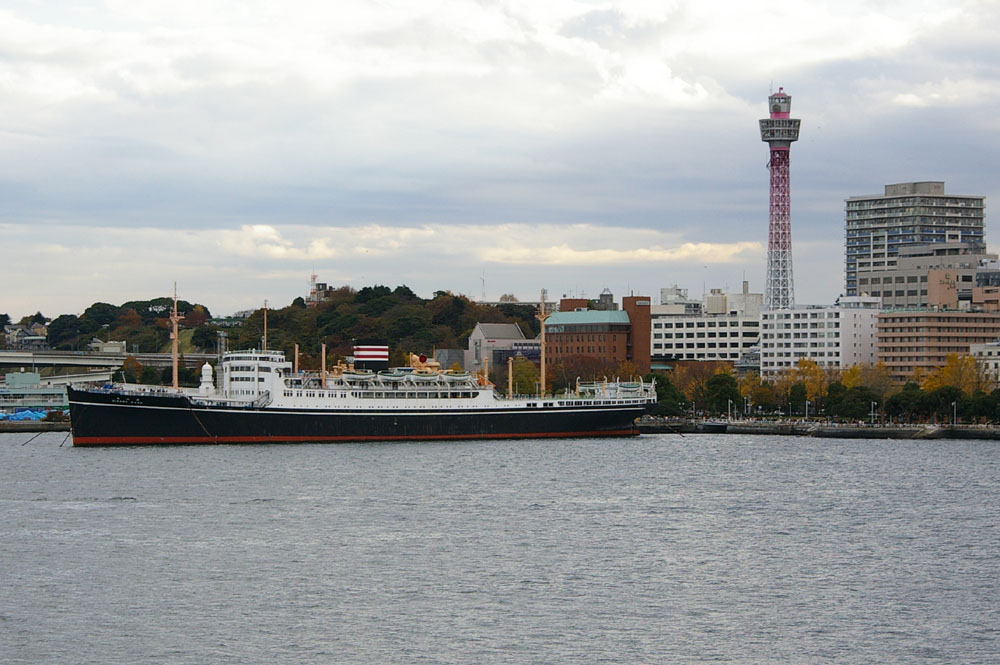
개수되기 직전의 히카와마루 및 마린타워 전경 (2006년 12월)
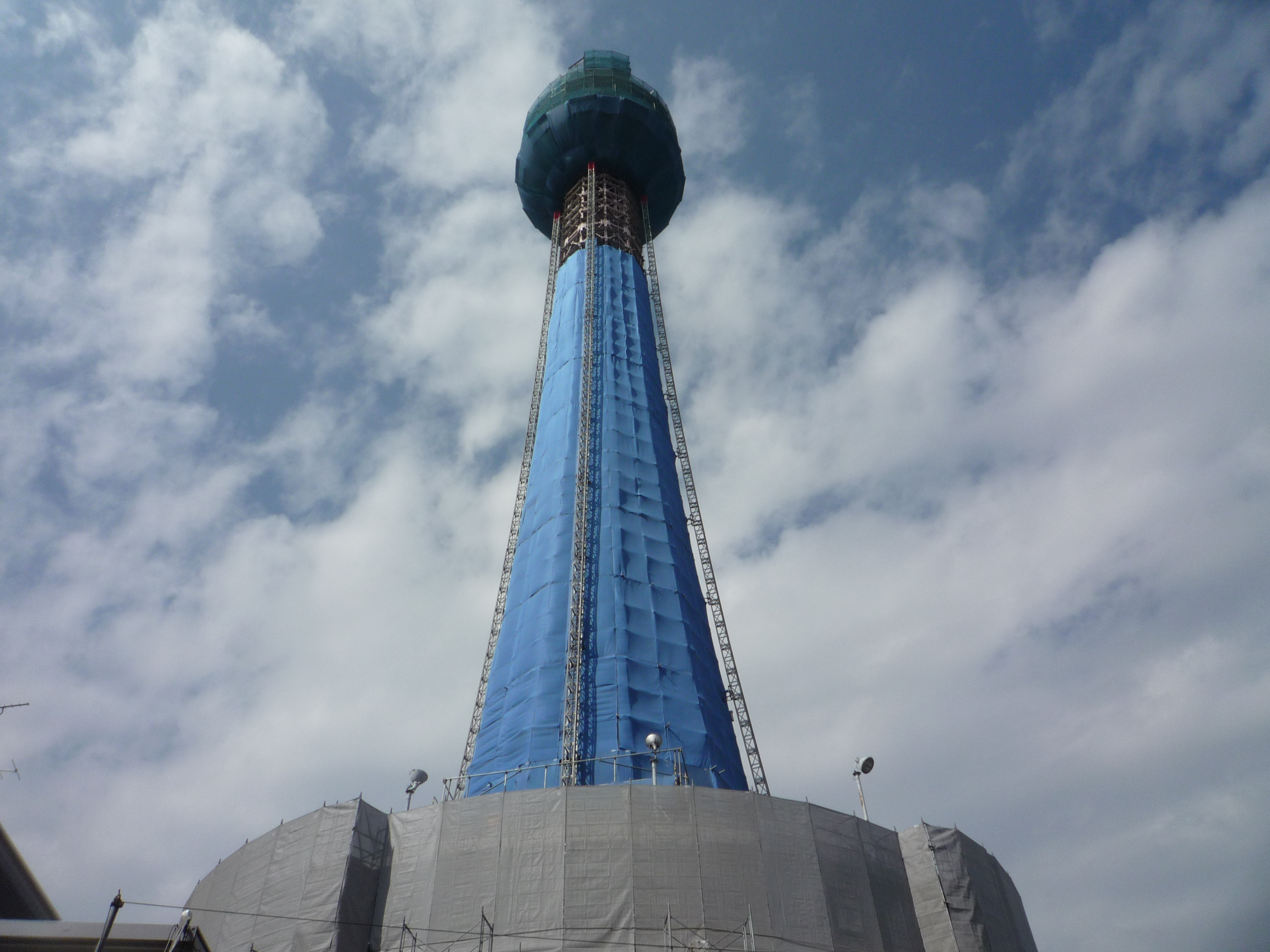
개수 공사가 한창인 마린타워 전경 (2008년 10월)
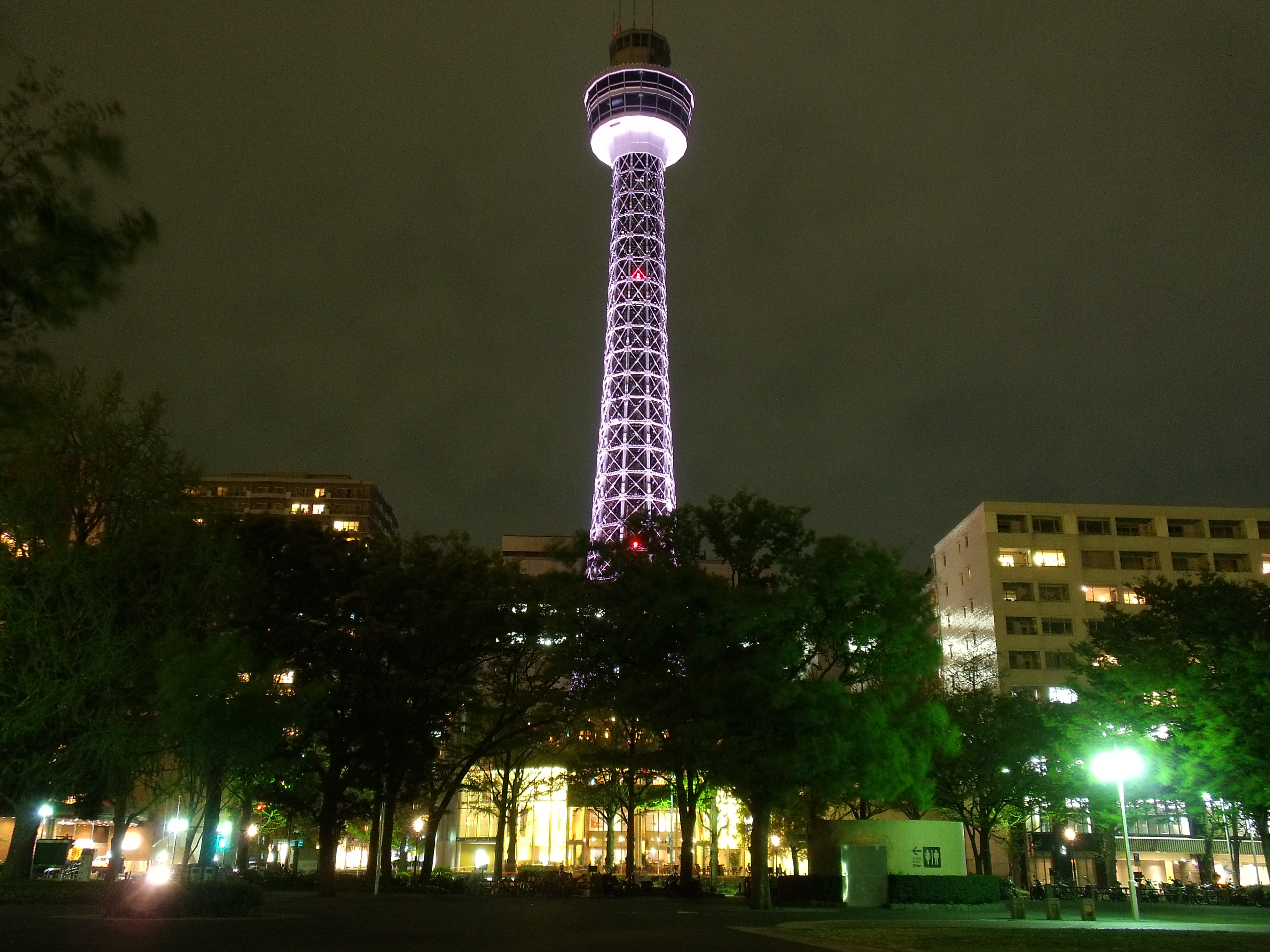
라이트업을 야마시타 공원에서 바라본 상태 (2011년 4월)
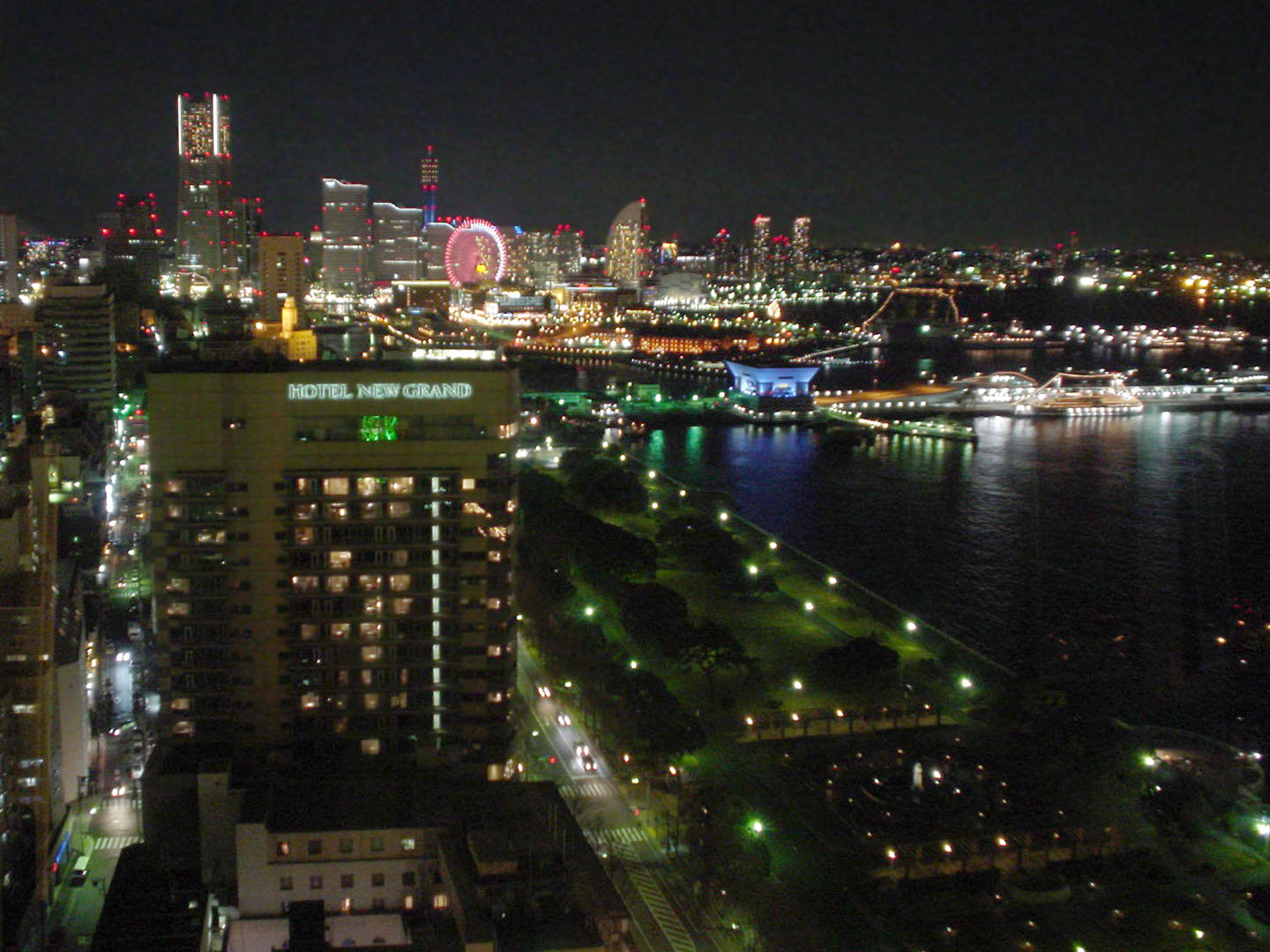
전망대에서 바라본 주변의 야경 (2005년 12월)
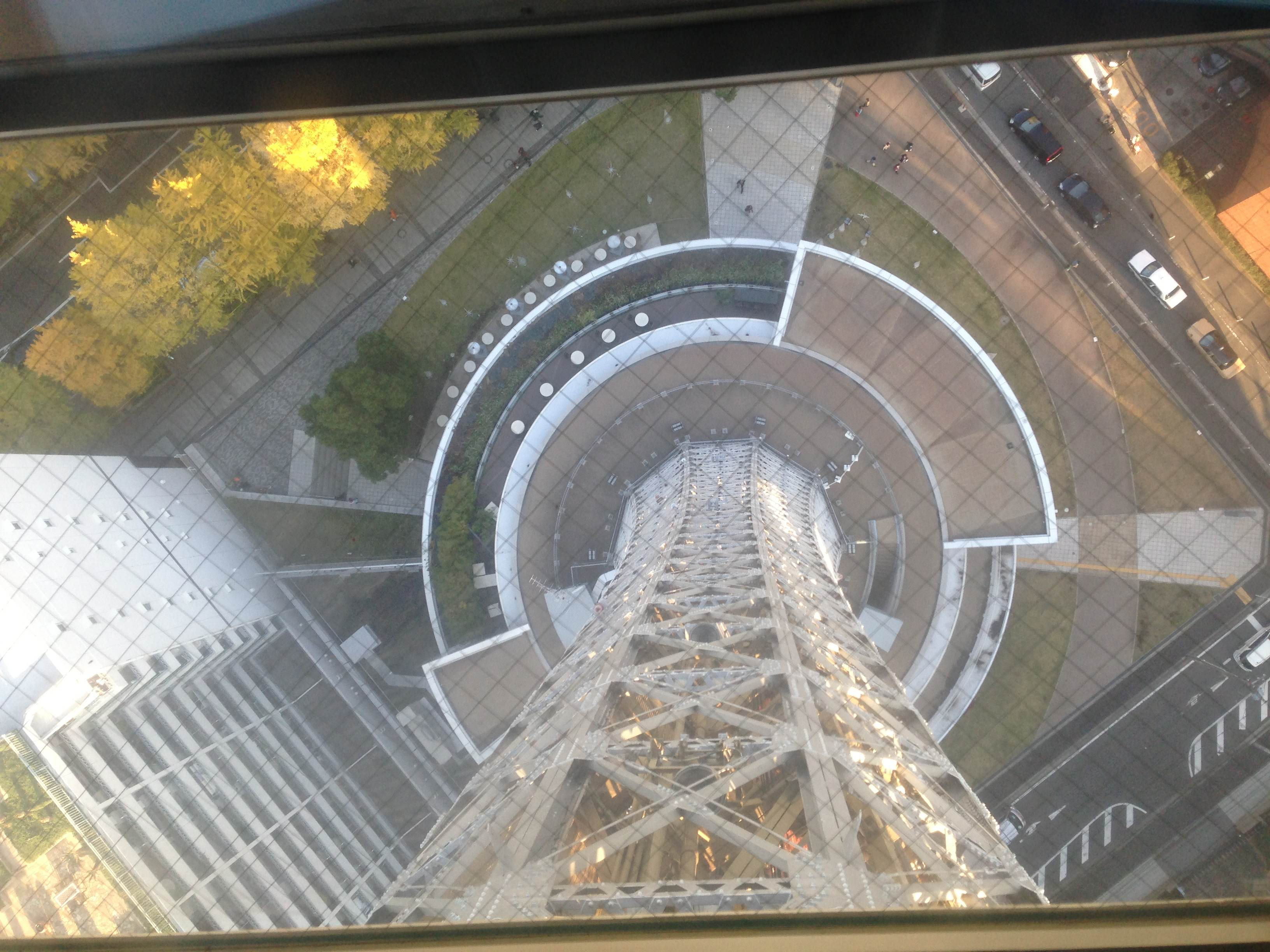
전망대에서 바닥 유리를 보는 모습 (2013년 11월) 밑으로 봐도 아찔한 순간이 있지만 유리는 생각과 달리 매우 견고하고 튼튼하게 지어진 것으로 보인다.
버드 피어가 존재하였던 새의 바구니
마린하우스 (영업 종료 직후, 2008년 3월)
마린타워 등대에서 점등하고 있는 불빛의 모습